# Hieracium knafii
Hieracium knafii là một loài thực vật có hoa trong họ Cúc. Loài này được (C) Norrl. mô tả khoa học đầu tiên năm 1905.